# Rhodiola
Rhodiola é um género botânico pertencente à família Crassulaceae.

## Classificação do gênero
| Sistema | Classificação                   | Referência               |
| ------- | ------------------------------- | ------------------------ |
| Linné   | Classe Dioecia, ordem Octandria | Species plantarum (1753) |